# Willem van Eysinga
Jonkheer Willem Jan Mari van Eysinga (ur. 31 stycznia 1878 w Noordwijkerhout, zm. 24 stycznia 1961 w Lejdzie) – holenderski prawnik, sędzia Stałego Trybunału Sprawiedliwości Międzynarodowej.

## Życiorys
Studiował prawo  i nauki polityczne na Uniwersytecie w Lejdzie, gdzie w 1900 obronił doktorat z prawa, a w 1906 z nauk politycznych.
Od 1902 pracował w Ministerstwie Spraw Zagranicznych. Był uczestnikiem konferencji pokojowej w 1907, na której przyjęto konwencje haskie. W 1908 został profesorem prawa publicznego na Uniwersytecie w Groningen, a w 1912 objął katedrę prawa międzynarodowego na Uniwersytecie w Lejdzie. Od 1919 kontynuował również działalność dyplomatyczną. Był członkiem delegacji holenderskiej na sesje Zgromadzenia Ligi Narodów oraz przedstawicielem w Centralnej Komisji Żeglugi na Renie.
W 1931 został wybrany na sędziego Stałego Trybunału Sprawiedliwości Międzynarodowej. Pełnił tę funkcję aż do formalnego rozwiązania STSM w 1946.
Od 1926 był członkiem Królewskiej Holenderskiej Akademii Nauk.

## Wybrane publikacje
- La guerre chimique et le mouvement pour sa répression; seria: Recueil des Cours de l'Academie de la Haye tom 16, Haga 1927
- La Commission centrale pour la navigation du Rhin: Historique, Lejda 1935
- Huigh de Groot. Een schets, Haarlem 1945
- Geschiedenis van de Nederlandsche wetenschap van het volkenrecht, Amsterdam 1950